# Asesinato de Juan Jesús Posadas Ocampo
El asesinato de Juan Jesús Posadas Ocampo (1926-1993), cardenal de la Iglesia católica en México y obispo de Guadalajara, ocurrió el lunes 24 de mayo de 1993 a las 15:45, tiempo del Centro, luego de ser acribillado en el estacionamiento del Aeropuerto Internacional de Guadalajara.
Aunque el caso no ha sido cerrado de manera formal, la Procuraduría General de la República sostiene la versión de que el cardenal fue ejecutado por sicarios del cártel de narcotráfico Arellano Félix, quienes lo confundieron con El Chapo Guzmán, líder del cártel de Sinaloa. Aunque la Iglesia católica mexicana ha seguido de cerca el curso de las investigaciones, a lo largo de los años ha expresado su desacuerdo con las conclusiones de las autoridades, y asegura que el jerarca religioso fue víctima de un complot.

## La "confusión" con el "Chapo"
En 1993, el cardenal Jesús Posadas Ocampo y su chofer fueron asesinados en un tiroteo en que llegaron al estacionamiento del aeropuerto de Guadalajara. Posadas iba a recoger a Girolamo Prigione, representante de la Santa Sede en México. El Fiscal General, Jorge Carpizo, dijo que pistoleros de Arellano lo habían confundido con "El Chapo" Guzmán, porque sus coches eran iguales: el mismo modelo, mismo color. Guzmán, quien no estaba muy lejos de allí con su gente, repelieron el ataque y escapó bajo una lluvia de balas. Minutos más tarde, algunos hombres armados y uno de los hermanos Arellano tomaron un vuelo regular a Tijuana. La PGR no pudo explicar por qué nadie trató de detenerlos. Guzmán fue capturado el mes próximo y enviado a prisión de alta seguridad de Almoloya. El mayor de los Arellano, Francisco Rafael, fue acusado de uso ilegal de armas, detenidos en Tijuana, en diciembre de 1993 y encarcelado en Almoloya. Dos de sus hermanos, Ramón y Benjamín, tuvieron reuniones secretas con Prigione en diciembre de 1993 y enero de 1994, le dio una carta para el Papa y le dijo a Prigione su versión de la historia. Benjamín dijo que Posadas fue tal vez confundido por hombres armados. Ramón Guzmán agregó que mientras que Ramón estaba en la casa de Prigione, el representante de la Santa Sede telefoneó al presidente Salinas, fue a su casa (Los Pinos) y tuvo una reunión con el propio presidente, el secretario de Gobierno y el fiscal general. Los hermanos Arellano estaban dispuestos a rendirse a cambio de un acuerdo. Prigione, dijo que siempre habrá algunos aspectos no revelados sobre el asesinato de Posadas. Los hermanos no aceptan eso y decidió tomar un riesgo. Las autoridades no aclararon la situación. Marcos, el histórico líder del EZLN, tiene la "intuición" de que Posadas fue asesinado porque sabía de algunos funcionarios de alto rango implicados en el negocio de las drogas, la información que estaba a punto de decirle a Prigione. En 1998, todavía existen importantes e influyentes miembros del clero, así como numerosos grupos sociales en todo el país, que no creen en la teoría del "error" y siguen esperando una explicación creíble.